# Dendrocolaptes picumnus
Dendrocolaptes picumnus là một loài chim trong họ Furnariidae.